# Piper lemaense
Piper lemaense är en pepparväxtart som beskrevs av Truman George Yuncker. Piper lemaense ingår i släktet Piper och familjen pepparväxter. Inga underarter finns listade i Catalogue of Life.